# Dobroești
Dobroești is een gemeente in het Roemeense district Ilfov en ligt in de regio Muntenië in het zuidoosten van Roemenië. De gemeente telt 6226 inwoners (2005).

## Geografie
De oppervlakte van Dobroești bedraagt 12 km², de bevolkingsdichtheid is 519 inwoners per km².
De gemeente bestaat uit de volgende dorpen: Dobroești.

## Politiek
De burgemeester van Dobroești is Valentin Condu (PSD).

## Geschiedenis
In 1608 werd Dobroești officieel erkend.